# Liczba Pécleta
Liczba Pécleta (Pe) – liczba podobieństwa określająca stosunek strumienia konwekcyjnego do strumienia dyfuzyjnego masy lub wnikającego ciepła w przepływającym płynie. Jest równoważna iloczynowi liczby Reynoldsa oraz Schmidta (dla masy) lub Prandtla (dla ciepła).
Cieplna liczba Pécleta jest definiowana następująco:
{\displaystyle \mathrm {Pe} ={\frac {LV}{a}}=\mathrm {Re} \cdot \mathrm {Pr} .}
Masowa liczba Pecleta:
{\displaystyle \mathrm {Pe} ={\frac {LV}{D}}=\mathrm {Re} \cdot \mathrm {Sc} ,}
gdzie:
{\displaystyle L} – wymiar charakterystyczny,
{\displaystyle V} – prędkość,
{\displaystyle a} – współczynnik wyrównywania temperatury (dyfuzji termicznej) {\displaystyle ={\frac {\lambda }{\rho c_{p}}},}
{\displaystyle D} – współczynnik dyfuzji molekularnej,
{\displaystyle \lambda } – współczynnik przewodzenia ciepła,
{\displaystyle \rho } – gęstość,
{\displaystyle c_{p}} – ciepło właściwe,
{\displaystyle \mathrm {Re} } – liczba Reynoldsa,
{\displaystyle \mathrm {Pr} } – liczba Prandtla,
{\displaystyle \mathrm {Sc} } – liczba Schmidta.